# Garth (DC Comics)
Garth  es un personaje ficticio en publicaciones de DC Comics, originalmente conocido como Aqualad desde su primera aparición en 1960, y más tarde conocido por el nombre en clave Tempest. Como Aqualad, era el compañero adolescente y protegido de su guardián, el superhéroe conocido como Aquaman, con las mismas súper habilidades que su mentor que le permiten respirar bajo el agua y comunicarse con la vida marina. También posee una fuerza y velocidad sobrehumanas que le permiten moverse a través del océano con relativa facilidad, así como soportar las profundidades de alta presión del océano. Como Tempestad, perdió los poderes de comunicación marina, pero adquirió habilidades místicas que le permiten controlar la temperatura del agua y la humedad que lo rodean, así como la capacidad de emitir rayos de fuerza destructivos de sus ojos. Como el Príncipe adoptivo de Atlantis, a veces se ha visto obligado a asumir las responsabilidades de su mentor como gobernante de los océanos durante las ausencias de Aquaman, y en los últimos años ha actuado como embajador oficial de Atlantis en el mundo de la superficie.
A lo largo de gran parte de la historia del personaje, aparece en un papel secundario dentro de las diversas series de Aquaman. También es miembro fundador del equipo de superhéroes, los Jóvenes Titanes, y se ha mantenido afiliado al equipo a lo largo de varias de sus muchas encarnaciones.
Garth hizo su debut en adaptación en vivo en la segunda temporada de la serie, Titans, interpretado por Drew Van Acker.

## Historial de publicaciones
Aqualad apareció por primera vez en 1960 en Adventure Comics # 269 y fue creado por Robert Bernstein y Ramona Fradon. En 1996, Aqualad apareció en su propia serie limitada de 4 números, bajo un nuevo alias: Tempest. En la miniserie 2009-2010, Blackest Night, Tempest es asesinado en la batalla.

## Historia

### Origen
Aqualad fue inicialmente conocido como el compañero adolescente de Aquaman, y como muchos otros "compañeros de niños" populares en la Edad de Plata, sus poderes originalmente variaban muy poco de su mentor. Aqualad fue miembro fundador de los Jóvenes Titanes.
Su origen es similar al de su mentor. Es un humanoide anfibio que fue dejado morir debido a la antigua superstición y profecía atlante. Es el príncipe y heredero del trono de los idilistas, una colonia de atlantes que se estableció en el Valle Escondido hace 4.000 años. Allí, enclavados en la ciudad capital de Shayeris (antes Crastinus), los idilistas pacifistas se convirtieron en rabiosos constructores y coleccionistas, arquitectos y artesanos, y evitaron la violencia física a toda costa. Los idilistas también practicaban la magia y mantenían una extensa biblioteca de textos místicos y pergaminos.
Antes del nacimiento de Garth, sus padres, el rey Thar y la reina Berra, se convirtieron en los monarcas reinantes de Shayeris, la capital del Valle Escondido de las colonias. Thar había heredado el trono y el acceso a antiguas energías mágicas que su hermano Zath, un poderoso mago por derecho propio, creía que le pertenecían por derecho. Zath practicó la hechicería oscura y la nigromancia y finalmente fue desterrado del Valle Escondido. Su cuerpo se transformó en una repugnante forma mitad humana, Zath, rebautizado como Slizzath, regresó a Shayeris veinte años después con un ejército de muertos vivientes. Planeaba invadir el Valle Escondido y transformarlo en una necrópolis que gobernaría.
El rey Thar sabía de esto y reunió un arsenal de robots y armas para detener a su hermano demente. Los idilistas radicales lo mataron y desterraron a su esposa embarazada Berra de regreso a Atlantis. Sin embargo, antes de que Thar fuera asesinado, pudo lanzar un hechizo mágico que atrapó a Slizzath en una prisión de otra dimensión. Desafortunadamente, este hechizo estaba vinculado a un ritual mágico que le daría a su descendencia acceso a increíbles poderes místicos y acceder a ese ritual le daría a Slizzath la energía necesaria para liberarse de su prisión. Entonces, se envió la noticia de que todos los bebés que nacen con ojos morados, la marca idilista del poder, deben ser desterrados y asesinados, para que no intenten realizar el ritual de acceso y liberar accidentalmente a Slizzath y su ejército de no muertos. Los idilistas también afirmaron que Thar se había vuelto loco para ocultar su complejo y terrible plan.
En Poseidonis, una de las ciudades abovedadas de Atlantis, la reina Berra dio a luz a su bebé, Garth, que nació con ojos morados. Los atlantes afirmaron que Garth había nacido genéticamente inferior y lo condenaron a muerte en un lecho marino a leguas de distancia de la Atlántida. Se ha especulado que con la ayuda del padre de Aquaman, el hechicero atlante Atlan, el joven Garth no solo sobrevivió sino que prosperó, aprendiendo el lenguaje y los rituales de supervivencia para evitar que el niño se volviera salvaje mientras buscaba su camino a través del submarino. Sin embargo, Garth desarrolló un miedo intenso a los bancos de peces, que lo persiguió hasta la adolescencia.

### Sidekick y Titán
Finalmente, Garth conoció y rescató a Aquaman y se convirtió en su compañero, Aqualad. Como Aqualad, Garth tenía expresiones como "¡Grandes Guppies!", "Sardinas sufrientes", "¡Pez león saltando!" y "¡Caracoles sufrientes!". Juntos, Garth y Aquaman compartieron muchas aventuras. Una vez que Aquaman se casó con su amada, Mera, y tuvo su propio hijo, las aventuras con Aqualad se volvieron menos importantes para él, dejando a Garth sintiéndose inseguro de su papel en la vida de su mentor.
Buscando ayudar a otros adolescentes en problemas, Garth se convirtió en uno de los miembros fundadores de los Jóvenes Titanes. Aún rechazado por muchos poseidonios a pesar de sus actos heroicos en su nombre, Aqualad fue enviado a Escocia, en una escuela a orillas del Lago Ness, como se ve en la serie Teen Titans. Pronto, la vida de Garth se volvió cada vez más difícil, tanto en casa como fuera. Mera fue secuestrada, lo que obligó al dúo Aqua a buscarla, tiempo durante el cual el brazo izquierdo de Garth casi fue cortado por un atacante. Mientras se curaba en el hospital, se desarrolló un complot contra la Corona y Aqualad se vio obligado a escapar, descubriendo que lo estaban medicando en exceso deliberadamente para evitar que frustrara a los usurpadores.
Mientras estaba en una búsqueda para ayudar a Aquaman, Garth fue secuestrado y obligado a luchar a muerte contra una bestia marina gigante, sobreviviendo el tiempo suficiente para que Aquaman derrotara al monstruo. Poco sabía Garth que, en poco tiempo, se vería obligado a defenderse en una lucha de vida o muerte contra su mentor por la supervivencia del bebé Arthur Jr. (también conocido como "Aquababy"). Traicionado y abandonado por Aquaman, Garth se quedó en Hidden Valley para buscar vínculos con su identidad, finalmente descubrió que era el príncipe perdido de los idilistas, aunque pasarían varios años más antes de que supiera la verdad. sobre el asesinato de su padre y la complicidad de su madre en su exilio a manos de los poseidonios.
También cuando era adolescente, Garth conoció y se enamoró de Aquagirl (Tula), la impetuosa y enérgica sala Atlante del predecesor de Aquaman, el Rey Juvor. Salieron durante años, ayudando a Aquaman como defensores de los reinos submarinos, hasta la muerte de Tula a manos de Chemo durante Crisis on Infinite Earths. Apesadumbrado, Garth dejó Atlantis, se reunió con los Jóvenes Titanes en varias ocasiones y vio que su relación con Aquaman se volvía violenta y tensa.
Como resultado de su dolor y repetidos abusos telepáticos por parte de Mento, entre otros factores, Aqualad perdió su capacidad para controlar la vida marina. Si bien más tarde recuperó este poder durante el evento del Millennium, llegó con la condición de que sus órdenes ahora deben expresarse como solicitudes a las criaturas para realizar las acciones deseadas, aunque los animales aparentemente necesitan poca persuasión.
Garth estuvo a punto de unirse a la lista de bajas durante "Titans Hunt", un intento total de acabar con los antiguos compinches adolescentes y sus aliados. Mientras trataba de liberar al Águila Dorada que ascendía de las garras de un miembro de la Sociedad Wildebeest, Aqualad cayó desde una gran altura, su cuerpo destrozado y sus huesos destrozados en las rocas de un malecón debajo. Rescatado por el (entonces) reformado Steve Dayton y Deathstroke, Garth fue confinado a un tanque y dejado al cuidado de los médicos de S.T.A.R. Labs, quienes descubrieron que podían hacer poco por él debido a su fisiología atlante.
Después de que el niño casi muere dos veces, los Titanes llamaron a Aquaman, quien llevó a Garth a los idilistas con la esperanza de que sus curas metafísicas pudieran salvarlo. Mientras estaba al borde de la muerte, Garth vio a Tula y le rogó que se uniera a ella en el Gran Más Allá, pero Tusky, la morsa, lo revivió. Enojado porque Arthur lo había abandonado una vez más y, peor aún, con la gente que pensaba que lo odiaba, luchó con su mentor, pero finalmente se separaron como amigos.

### Tempest
Algún tiempo después, Garth se encontró con una banda de sirenas parecidas a tiburones que atacaron al héroe con una especie de "agua mística". Garth desapareció y reapareció en otra dimensión, donde Atlan esperaba para entrenarlo. Atlan le enseñó a Garth a usar poderes que el joven Idilista no sabía que poseía, incluidos poderes elementales que le permitían calentar y enfriar agua y crear remolinos, así como explosiones de energía violeta ardiente de sus ojos. Hacia el final de su entrenamiento, Garth fue marcado en un ritual, dejando dos cicatrices pronunciadas sobre su ojo derecho que se curaron en "tatuajes" una vez que hubo conquistado su confusión interior. Atlan le dijo a Garth que la parte final de su entrenamiento era completar el ritual que le otorgaría acceso completo a su poder mágico ancestral, por lo que Garth tuvo que regresar a Shayeris, en el Valle Escondido.
Garth regresó a nuestra dimensión casi al mismo tiempo que se fue, aunque tenía aproximadamente tres años más a su regreso. Cuando Garth, junto a Atlan, regresó a Shayeris, encontró la ciudad invadida por criaturas no muertas. Completamente inconsciente de su propia historia o de los poderes de nigromancia de su tío, Garth estaba mal preparado para el repentino regreso de Aquagirl, resucitado de la tumba. Junto con Letifos (uno de los guerreros tiburones), Atlan y Aquagirl, Garth descendió a Shayeris. La mera proximidad al antiguo estanque de magia ancestral le permitió a Garth aprovechar el poder y, cargado con la energía púrpura, recreó su disfraz con la bandera roja y negra idilista y se renombró a sí mismo como Tempest.
Tempest luego encontró el santuario de su padre y realizó el ritual mágico que le daría su poder. La falsa Aquagirl, un conducto mágico para Slizzath, atacó a Tempest y canalizó ese poder hacia Slizzath, liberando al monstruo de su prisión de otra dimensión. Usando su poder robado, Slizzath capturó a Tempest y Atlan, reunió un enorme ejército de muertos vivientes y finalmente transformó Hidden Valley en la necrópolis con la que había soñado durante mucho tiempo.
Tempest finalmente se liberó de su prisión y encontró a los idilistas restantes, escondidos en la antigua armería de Thar. Allí, Tempest se reunió con su madre y la verdad: que los temibles idilistas estaban tan aterrorizados por la liberación de Slizzath que mintieron sobre la cordura de Thar y se encargaron de que Garth fuera desterrado cuando era un bebé. Disgustado, Garth tomó el control de la armería y un pequeño número de guerreros idilistas y atacó a Slizzath. Tempest destruyó al zombi Aquagirl que lo había seducido y, usando toda su gama de poderes, envió a su tío de regreso al vacío de la prisión de otra dimensión, sellando el portal para siempre.

### Familia
Después de una llorosa despedida de Aquagirl, Tempest regresó a Atlantis, donde se convirtió en el embajador oficial de la ciudad ante la ONU. Su relación con Aquaman se volvió más tumultuosa, y Garth más tarde se enteró de que Aquaman tenía otro hijo de un coqueteo con una mujer inuit. Este hijo, Koryak, empezó a resentirse con Tempest y los dos se convirtieron en rivales acérrimos durante algún tiempo. Surgió más fricción entre Tempest y Aquaman cuando la amante de Aquaman, Delfín, lo dejó por Tempest (que no había estado al tanto de la otra relación), pero los dos han resuelto sus diferencias desde entonces.
Tempest y Dolphin pronto se casaron, con la joven sirvienta embarazada de un hijo pequeño, llamado Cerdian por su padrino, Aquaman. Al mismo tiempo, Tempest se unió a una nueva encarnación de su antiguo equipo, los Titanes, interpretando a un aventurero a tiempo parcial, así como a un político real y un nuevo padre. También jugó un papel destacado en la Guerra Imperiex, no solo transfiriendo Atlantis al pasado cuando se enfrentó a la destrucción con la detonación de una sonda Imperiex, sino que posteriormente proporcionó a Darkseid un enfoque mágico para sus poderes que permitiría a Superman enviar tanto a Imperiex como a Brainiac-13 regresa al Big Bang, derrotándolos a ambos simultáneamente.
El peso de las nuevas responsabilidades familiares tensó inicialmente la relación entre Dolphin y Tempest, y ella exigió que él eligiera entre sus deberes como héroe y sus deberes como padre y esposo. De mala gana, Tempest obedeció y abandonó a los Titanes. Otro peso en su vida matrimonial se produjo cuando una nueva élite de hechiceros se hizo cargo del gobierno de Atlantis después de su regreso de la Era Obsidiana. Como amigos del rey depuesto, tanto Tempest como su esposa cayeron bajo sospecha y, como presuntos traidores, fueron puestos bajo arresto domiciliario. Tempest siempre se las arreglaba para escabullirse, a veces se aventuraba brevemente con su antiguo mentor y lo ayudaba, pero siempre dejaba atrás a su esposa.
Cuando finalmente el primer ministro Hagen dejó su papel principal y Aquaman regresó a Atlantis, Tempest regresó a su casa y aparentemente se reconcilió con su esposa e hijo, pero solo brevemente. Mientras Tempest estaba tratando de canalizar la magia de todos los Hechiceros de Atlantis con el propósito de sacar secretos de la mente de los primeros ministros caídos y engañosos (para deshacer un hechizo que había lanzado y que convirtió a Mera en una respiradora de aire), El Espectro sintió el fuerte poder mágico que Tempest intentó aprovechar y, después de su cruzada contra la magia y los magos, desató su fuerza en Atlantis. Los habitantes de la ciudad submarina pagaron el peaje, y Tempest, objetivo de la ira del Espectro, ahora está desaparecida. Cuando Aquaman lo buscó, solo pudo encontrar parte de su uniforme en el presunto lugar de su muerte.

### "Un año después"
Como parte de la historia de "Un año después", la solicitud de Aquaman: Sword of Atlantis # 51 revela que Tempest "[intentará] ayudar a Arthur a recuperar el Tridente de Poseidón". Tempest fue encontrado por Cal Durham y la gente de Sub Diego en el número 50, amnésico e incapaz de procesar el agua en oxígeno, con una sugerencia post-hipnótica que advierte a Arthur y Orin de la próxima pelea con su némesis, Issitoq the Narwal. Por el momento, parece haber perdido la capacidad de procesar agua y cualquier habilidad mística. Ha sido retratado en otros cómics de DC (además de Aquaman) como si hubiera recuperado sus habilidades. Durante los eventos de los números 51 a 57, Garth se encuentra con Black Manta, quien lo menosprecia pero le perdona la vida como un guiño al "lisiado" en el que se ha convertido.
Mientras Manta intenta asesinar a Arthur y Cal Durham, Garth destruye el cañón de iones de Mantamen y frustra los planes de Manta. Profundamente deprimido por su condición física y temiendo el destino de Delfín y Cerdian, Garth conoce a una hechicera llamada Leah que lo lleva a una nave espacial que ella había usado para transportarse desde una ciudad mística donde el joven mago podría encontrar la respuesta a su nubes. En el número 56, aborda el barco y se va en busca de su familia.

### Crisis final
En Crisis final, Tempest está ayudando a Chica Halcón y Green Lantern contra el asedio al castillo de Checkmate. Al parecer, recuperó sus poderes y su antigua apariencia.
Más tarde regresa a Atlantis para ayudar a su amigo Letifos a reconstruir la ciudad acuática. Finalmente decide tener una celebración privada para Delfín y Cerdian, alegando que incluso si pudieron haber sobrevivido al ataque del Espectro, seguramente fueron enterrados en los escombros de Atlantis con los otros fugitivos de la ciudad destrozada. Su versión es confirmada por Slizzath, su tío nigromántico y enemigo, que, al predecir Blackest Night, esencialmente obliga a Tempest a usar su poder de hechicería contra él, suicidándose en un intento por tomar el poder de Black Lantern para sí mismo.
Inspirado por Dick Grayson, que le habla como el nuevo Batman, y por Letifos, que le muestra el trono vacío de Atlantis con el traje original de Aquaman, que Arthur Joseph había dejado allí en una peregrinación, Tempest decide coronarse como nuevo rey de Atlantis, esperando que Mera regrese y guíe a los sobrevivientes.

### Blackest Night
En Blackest Night # 2, Garth visita la tumba de Aquaman con Mera para trasladar sus restos a Atlantis, pero son interrumpidos por Aquaman, Tula y Delfín; ahora reanimada como Black Lanterns. Se produce un conflicto que resulta en la muerte de Garth y rápidamente es reanimado como miembro del Black Lantern Corps. Poco después, Tempest y otros Black Lantern Titans aparecen para atacar a los Titanes. Siguen a Dawn Granger, la actual Dove, hasta la Torre de los Titanes, donde más Black Lantern Titans están atacando a los héroes vivos.
Holly Granger (la actual compañera de Hawk y Dove que poco antes había sido asesinada y transformada en Black Lantern) se enfrenta a Dove, la abruma y coloca su mano sobre el pecho de Dove para robarle el corazón. Dove de repente irradia una energía blanca que destruye por completo el cuerpo de Holly y corta su conexión con su anillo. Dove luego enciende la luz de los otros Black Lanterns, destruyendo a todos menos a Hank Hall, Tempest y Terra, quienes se retiran rápidamente. Garth se ve más tarde en Ciudad Costera donde es destruido por Átomo y Atrocitus después de que combinan los poderes de sus anillos.
A raíz de la batalla en Ciudad Costera, Garth y Holly reciben estatuas conmemorativas en la Torre de los Titanes.

### The New 52, Rebirth y Más Allá
Después de la historia de 2011 "Flashpoint" y el posterior reinicio de The New 52 de la continuidad de superhéroes de DC Comics, Garth no apareció durante algún tiempo. Se hizo una referencia de pasada a Garth en Red Hood and the Outlaws junto con Cyborg, Lilith, Richard, Gar y un nuevo personaje invisible llamado Dustin, como miembros de los Jóvenes Titanes que Starfire aparentemente ya no recuerda. Otra referencia se hace en Aquaman, en el que se ve a una mujer atlante en la sombra informando al actual Rey de la Atlántida, Amo del Océano, sobre los ataques hechos contra el niño nacido con ojos morados, que algunos creen que traerá el fin de la Atlántida. Amo del Océano ordena que el niño, cuyo nombre se revela como Garth, sea devuelto a su madre ileso.
Desde entonces, Garth ha dado a conocer su aparición y se encuentra entre una fuerza de élite que Mera (quien luego se revela como su hermana Sirena) reunió para cazar a Aquaman. Sus filas incluyen además de Garth, Rey Tiburón, Scylla, Charybdis y Ch'tok. Más tarde, Garth es nombrado Director de Comunicaciones de la recién establecida embajada Atlante en tierra.
La serie The Titans Hunt (2015-2016) establece que Garth fue parte de los Jóvenes Titanes hace varios años, junto con Robin, Speedy, Wonder Girl y otros, pero al igual que sus compañeros de equipo, sus recuerdos de su tiempo juntos se borraron por su propia seguridad. Después de los eventos de DC Rebirth, Garth es una vez más parte de un equipo de Titanes más antiguo que incluye a Nightwing, Arsenal, Donna Troy, Lilith Clay y el recién regresado Wally West. El regreso de Wally ayuda al grupo a recuperar todos sus recuerdos, estableciendo que todos han sido amigos desde que formaron los Jóvenes Titanes cuando eran niños.
Sin embargo, en lo que se refiere a la serie regular de Aquaman, Tempest no ha sido un personaje muy importante de momento.

## Poderes y Habilidades
Tempest posee una fuerza sobrehumana, lo que le permite levantar más de varias toneladas en tierra firme. Puede sobrevivir a profundidades de hasta 3.400 pies por debajo del nivel de la superficie. Su cuerpo contiene fluidos que se ajustan para darle flotabilidad a diferentes profundidades. Su cuerpo también produce gases que empujan contra las presiones del océano tan fuertemente como empujan hacia adentro, evitando que sea aplastado a grandes profundidades. Su cuerpo también es muy impermeable a las lesiones físicas. Su torrente sanguíneo está lleno de un aminoácido que evita que su cuerpo se congele en las profundidades del océano, aunque su propia temperatura es naturalmente bastante alta, lo que permite a sus músculos el calor que necesitan para nadar a velocidades tan altas.
Tempest puede nadar a velocidades de 73,86 nudos (o 85 MPH o incluso 136,79 km / h). Tempest tiene una excelente visión de cerca y puede ver particularmente bien con poca luz. Es parcialmente daltónico, casi incapaz de distinguir entre negro, verde y azul. Su sentido del oído es particularmente agudo, aunque debido a que la velocidad a la que viaja el sonido en tierra firme es diferente que debajo del agua, su oído está directamente relacionado con su visión. También tiene un poderoso sentido del olfato. Tempest es anfibio y puede respirar bajo el agua extrayendo oxígeno del agua a través de pequeños poros en su piel. 
Como Tempest también tiene habilidades mágicas; puede proyectar poderosas explosiones de energía púrpura desde sus ojos; puede manipular las corrientes de agua (por ejemplo, puede crear remolinos) y puede hervir o congelar grandes masas de agua. Sus poderes también incluyen la detección de energías mágicas, postcognición, telepatía, viajes dimensionales y en el tiempo, telequinesis limitada, invocación demoníaca y proyección astral. Los poderes de Tempest son tan grandes que él; junto con el tridente de Poseidón, es capaz de teletransportar la totalidad de Atlantis al pasado durante la Guerra Imperiex. Además, el villano Darkseid lo usa como un conducto para ayudar a abrir un Boom Tube lo suficientemente poderoso como para enviar a Imperiex de regreso al principio de los tiempos. Conserva todos estos poderes en el New 52.

## Otras versiones
- En la Tierra-15, un mundo donde los compinches han asumido las identidades de sus mentores, se ha demostrado que una versión anterior de Garth ha tomado el manto de Aquaman. Posteriormente es asesinado por Superman-Prime.[20]
- En la serie Kingdom Come de Elseworlds, Garth es representado como el futuro protector de Atlantis, "Aquaman". Se casa con Debbie Perkins (también conocida como Deep Blue) y tienen una hija, Tula (Aquagirl).
- En la línea de tiempo alternativa de la historia de 2011 "Flashpoint", Artemis enmarca a Garth por la muerte de Hippolyta en el día de la boda de Aquaman y Wonder Woman. Garth es asesinado por Philippus antes de que pueda decirle a Aquaman que Artemis estaba colaborando con Orm.[21]
- En la serie Teen Titans: Earth One, Tempest aparece entre los que experimentaron S.T.A.R. Labs. A diferencia de los demás, fue criado en cautiverio, debido a su apariencia de pez y solo conocido como Tempest. Los demás lo llevaron consigo cuando huyeron, ya que no habla y solo tiene una comprensión básica de las situaciones. Se le dio la capacidad de hidrocinesis y puede respirar bajo el agua. Sin embargo, solo puede sobrevivir en tierra por períodos cortos sin equipo especial.[22]

## En otros medios

### Televisión

#### Animación
- La primera aparición animada de Aqualad fue junto a Aquaman en la serie animada de 1967 de Filmation The Superman / Aquaman Hour of Adventure, así como en los cortos de Teen Titans que formaron parte de la serie. La serie de dibujos animados Aquaman de 1968 fue una versión reempaquetada de 30 minutos que presenta principalmente (pero no exclusivamente) Aquaman y Aqualad. Fue expresado por Jerry Dexter.
- Aqualad también ha aparecido en la serie animada Teen Titans, con la voz de Wil Wheaton. Su primera aparición fue en "Deep Six", donde él, Tramm y los Titanes derrotaron a Tridente; aquí y en sus otras apariciones, demuestra el control telepático de la vida marina. En "Winner Take All", Aqualad demuestra la capacidad de controlar el agua por medio de la hidrocinesis. En la serie, se desempeña como miembro de Titanes del Este, un enamoramiento a corto plazo de Raven y Starfire, y un rival temporal de Beast Boy. Ahora es miembro oficial del grupo hermano de Teen Titans, Titanes del Este, con Bumblebee, Speedy, y los gemelos Más y Menos. Aparece en un cameo en la película después de la serie, Teen Titans: Trouble in Tokyo. Mientras los Titanes viajan a Tokio, Japón, él sale del agua y les saluda.
- Aqualad fue mencionado en el episodio de Batman: The Brave and the Bold, "The Color of Revenge!", Como Batman le dice a Robin, "Incluso Aqualad tuvo que fregar los percebes". Hizo una aparición completa en "Sidekicks Assemble!", Con la voz de Zack Shada cuando era adolescente y de Zachary Gordon cuando era niño. Luchó contra Ra's al Ghul junto con Robin y Speedy. Aquí, se muestra que Aqualad está en su adolescencia y está muy resentido con los elogios prodigados a Aquaman, y finalmente lo regaña en la escena final del episodio.
- Garth aparece en el episodio de Young Justice, "Downtime", con la voz de Yuri Lowenthal. En el episodio, se explica que durante una batalla entre Aquaman y Amo del Océano, Garth y su mejor amigo Kaldur'ahm habían intervenido y salvado la vida del rey. Posteriormente, Aquaman ofreció enfrentarse a ambos adolescentes como sus alumnos, pero Garth rechazó la oferta para perfeccionar sus habilidades en un conservatorio de brujería atlante, mientras Kaldur aceptó y se convirtió en Aqualad. Una referencia a su identidad Tempestad se hace durante una batalla con Manta Negra, con Garth gritando "Invoco el poder de la Tempestad" mientras conjura un ciclón. Él y Tula más tarde hacen un cameo en "Failsafe", Flecha Roja, Rocket y Zatanna. Se unió al equipo entre las temporadas uno y dos, pero se fue después de la muerte de Tula. Aparece en el final de la segunda temporada, "Endgame", como parte de una gran reunión de héroes para desactivar todas las bombas plantadas en todo el mundo por Reach. Aparece nuevamente en los episodios de la temporada tres "Royal We", "Elder Wisdom" y "Nevermore", como embajador de Atlantis en las Naciones Unidas.
- Aqualad aparece en Teen Titans Go!, expresado nuevamente por Wil Wheaton. Él hace un cameo en "Starliar" en la fiesta de los Titanes del Este donde fue visto bailando junto a Batgirl antes de que Robin interrumpa desagradablemente. Beast Boy luego se transforma en un mono y comienza a colgar de la bola de discoteca haciendo que caiga sobre Aqualad. En "Pirates", Aqualad comienza a salir con Raven, lo que pone celoso a Beast Boy.
- Garth aparece en DC Super Hero Girls, con la voz de Jessica McKenna. Esta encarnación es mucho más joven que otras versiones, aun siendo un niño, y es un estudiante de la Escuela Metropolis High. Su apellido también se menciona como Bernstein, y se muestra que lleva pequeñas botellas de agua para cuando necesite usar sus superpoderes. Es miembro de los Invincibros.

#### Acción en vivo
- Drew Van Acker aparece como Garth / Aqualad en la segunda temporada de la serie, Titans,[23] Garth es representado como uno de los primeros miembros de los Titanes junto a Dick Grayson / Robin, Donna Troy / Wonder Girl y Hank Hall y Dawn Granger / Hawk y Dove, que poseen el poder de manipular el agua. Garth y Donna se sienten atraídos el uno por el otro, pero ella mantiene su distancia porque sabe que pronto volverá a Themyscira. Tienen una aventura de una noche, y Garth está furioso al saber que Donna se fue a Themyscira sin decírselo a nadie. Garth se enfrenta a Donna en el aeropuerto y profesan su amor mutuo, pero momentos después es asesinado protegiendo a Donna de una bala disparada por Deathstroke, dirigido a la controladora de Amazonas de Donna, Jillian.

### Película
- Aqualad aparece en un cameo en la película después de la serie, Teen Titans: Trouble in Tokyo. Mientras los Titanes viajan a Tokio, Japón, él sale del agua y les saluda.
- Garth hace un cameo en la película directo a DVD, Justice League: The Flashpoint Paradox, como miembro del ejército de Aquaman en la línea de tiempo alterada.
- Garth hace una breve aparición en Teen Titans Go! to the Movies.

### Videojuegos
- Tempest aparece en el videojuego Aquaman: Battle for Atlantis. También es un personaje desbloqueable en el juego.
- Tempest aparece en el videojuego Young Justice: Legacy, con Yuri Lowenthal repitiendo el papel. También es un personaje jugable en el juego. Al final del juego, se ve a Tempest llorando la muerte de Aquagirl después de que ella se sacrificó para evitar que Tiamat desatara el caos en el mundo.

### Varios
- Aqualad también hace ocho apariciones en la serie de cómics basada en el programa. En su primera aparición en Teen Titans Go! (número 10), busca a Gill Girl. Él les dijo a los Titanes que ella estaba enamorada de él, pero él la miró como una hermana. Beast Boy no le creyó y dice que ella lo dejó. Hizo apariciones cortas en # 20, # 25 y # 27. Una de las historias en el número 30 se centró en él y Speedy. En el número 48, una versión alternativa de él como Tempestad apareció en un grupo llamado Teen Tyrants.

### Parodias
- En la serie animada Bob Esponja, hay parodias de Aquaman y Aqualad llamados Sireno Man y Chico Percébes.
- Aqualad aparece en el episodio de Robot Chicken, "They Took My Thumbs", con la voz de Clare Grant. Apareció junto con otros compinches en el segmento "Trae tu compinche al día de trabajo". Green Arrow le informa que había otro Aqualad antes que él (un pez gigante antropomórfico) y que Aquaman se lo comió (todo el tiempo quejándose de que no tenía salsa tártara) cuando se quedó varado en el ártico.